# EMD (groupe)
Pour les articles homonymes, voir EMD.
EMD est un trio suédois de pop, formé par 3 concurrents de l'émission "Idol" (Nouvelle Star suédoise) : Erik Segerstedt, Mattias Andréasson et Danny Saucedo.
Après que Danny et Erik aient sorti chacun un album solo, rencontrant le succès, EMD a sorti son premier single All for Love en décembre 2007, qui s'est immédiatement classé numéro 1 des ventes en Suède. Les trois garçons ont ensuite sorti un album, "A State of Mind", en mai 2008, qui s'est également classé numéro 1 des ventes en Suède, dès sa sortie. De cet album sont encore tirés 2 singles, "Jennie Let Me Love You" et "Alone", tous deux numéro 1.
EMD a ensuite participé au Melodifestivalen 2009, avec la chanson "Baby Goodbye", qui s'est classé une nouvelle fois numéro un en Suède durant deux semaines.

## Discographie

### Albums
| Année | Album                                                                                      | Classement | Classement | \|Certification |
| Année | Album                                                                                      | SUÈ        | POL        | \|Certification |
| ----- | ------------------------------------------------------------------------------------------ | ---------- | ---------- | --------------- |
| 2008  | A State of Mind - Sortie : 14 mai 2008 - Label : Sony BMG - Formats : CD, téléchargement   | 1          | 98         | Platine         |
| 2009  | Välkommen hem - Sortie : 9 novembre 2009 - Label : Sony BMG - Formats : CD, téléchargement | N/A        | —          | 4x Platine      |
| 2010  | Rewind - Sortie : 25 octobre 2010 - Label : Sony BMG - Formats : CD, téléchargement        | À venir    | À venir    | À venir         |

N/A = inéligible dans le classement

### Singles
| Année | Single                   | SUÈ | Certification | Album           |
| ----- | ------------------------ | --- | ------------- | --------------- |
| 2007  | "All for Love"           | 1   | 3 × Platine   | A State of Mind |
| 2008  | "Jennie Let Me Love You" | 1   | Or            | A State of Mind |
| 2008  | "Alone"                  | 1   | —             | A State of Mind |
| 2009  | "Baby Goodbye"           | 1   | Or            | A State of Mind |
| 2009  | "Youngblood"             | 22  | —             | A State of Mind |
| 2009  | "Välkommen hem"          | 3   | —             | Välkommen hem   |
| 2010  | "Save Tonight"           | 3   | —             | Rewind          |